# 狂気の沙汰も金次第
『狂気の沙汰も金次第』（きょうきのさたもかねしだい）は、日本のSF小説家筒井康隆が、『夕刊フジ』に連載したエッセイ。単行本が産経新聞社から、文庫版が新潮社から出版された。

## 概要
夕刊紙『夕刊フジ』の“百回連載エッセイ”欄に、1973年（昭和48年）2月から6月まで、日曜を除き通算118回連載された、筒井がはじめて発表したエッセイである。新聞への連載ではあるが、各々独立した小品であり、新潮文庫版の堀晃の解説によれば、日常的な些事にひそむ狂気を引きずり出し、読者を狂気の世界に導こうとしており、連載の第1回目で「随筆」と銘打ってはいるが、実際は随筆のパロディ的な作品群といえるという。1960年代までのブラックユーモアの色濃い作品群から、より実験的な手法を多用するようになる転換期に生まれた作品群であり、私生活でも、筒井は執筆開始の前年である1972年（昭和47年）にそれまで住んでいた東京から妻の実家がある神戸市垂水区に移転したばかりで、同地に関する話題が散見されるのも特色といえる。連載の挿絵は山藤章二が毎回担当し、筒井の顔をのっぺらぼうに描き評判を呼んだ。また、題名は“狂気の沙汰”という語句と“地獄の沙汰も金次第”ということわざを合成した言葉遊びにちなんだものである。

## 出版
連載終了後の1973年9月に産経新聞社から単行本として出版され、1976年（昭和51年）に新潮文庫として再版された。

## 作品タイトル
配列番号は誌上発表順で、表記は新潮社版に拠る。
1. 随筆
2. パチンコ
3. 討論
4. 電話
5. 煙草
6. 蒸発
7. カボチャ
8. 保険
9. 童話
10. エノケン
11. 受胎
12. 大便
13. 嫁姑
14. 牧場
15. ヒロイン
16. 検便
17. 芝居
18. 情痴
19. 妊娠
20. 敬称
21. 睾丸
22. 捕物
23. パロディ
24. 誤解
25. 講演
26. 躁病
27. 痰壺
28. エプロン
29. 連載
30. 手紙
31. エリート
32. 家族
33. 油絵
34. 会話
35. 狂気
36. コメント
37. 浴場
38. 自慢
39. 批評
40. 着想
41. 伝染
42. 落語
43. 調査
44. パーティ
45. 浣腸
46. 絶食
47. 銀座
48. 証拠
49. タクシー
50. 信用
51. 偏見
52. スピーチ
53. 家路
54. 睡眠
55. 国鉄
56. 触角
57. 勅語
58. ドタバタ
59. 子供
60. 匿名
61. 水泳
62. 金魚
63. 雑草
64. 悪食
65. 喧嘩
66. カースト
67. 土地
68. 免許
69. 願望
70. 禁忌
71. レジャー
72. 選考
73. 卒論
74. ボサノバ
75. 寿司
76. 香奠
77. 廻虫
78. ドライヴ
79. 見合
80. 葬式
81. 悪口
82. 万引
83. 時間
84. 恐怖
85. 死刑
86. スランプ
87. 水虫
88. 世代
89. 食料
90. 人口
91. フロイト
92. 情報
93. 食事
94. キャスト
95. 化粧
96. 乱交
97. 麻雀
98. 参観
99. ボーナス
100. 漫画
101. 猥歌
102. 職人
103. 愛車
104. 事故
105. 射撃
106. 金欲
107. ホステス
108. 変身
109. ゴキブリ
110. 奇病
111. 流言
112. 整形
113. 夫婦
114. 転生
115. 地球
116. バイブル
117. 人間
118. 終末

## 出版記録
特記あるもの以外は絶版。
- 1973年　サンケイ出版（単行本）
- 1976年　新潮社（新潮文庫）刊行中
- 1984年　新潮社「筒井康隆全集」第14巻